# Шульц, Эрнест
Эрнест Шульц (фр. Ernest Schultz; 29 января 1931, Далюнден — 19 сентября 2013, 3-й округ Лиона) — французский футболист, игравший на позиции нападающего.

## Клубная карьера
Профессиональную карьеру начал в 1952 году за команду «Олимпик Лион» в которой провёл пять сезонов, приняв участие в 152 матчах чемпионата. Большую часть времени, проведённого в составе «Лиона», являлся основным игроком атакующего звена команды. В составе «Олимпика» был одним из главных бомбардиров команды, имея среднюю результативность на уровне 0,47 гола за игру первенства.
Своей игрой за эту команду привлёк внимание представителей тренерского штаба клуба «Тулуза», в состав которого присоединился в 1957 году. Отыграл за команду из Тулузы следующие шесть сезонов своей игровой карьеры. В составе «Тулузы» также был игроком основного состава. Шульц в клубе был среди лучших голеодоров, отмечаясь забитым голом в среднем в каждой третьей игре чемпионата.
С 1963 по 1964 год защищал цвета команды «Нанси».
Завершил карьеру футболиста в клубе «Булонь», за которую выступал с 1964 по 1967 год.

## Выступление за сборную
Был включён в состав национальной сборной Франции на чемпионат мира 1954 года в Швейцарии, на котором все матчи провёл на скамейке запасных.
Единственный появление за национальную сборную Франции у Шульца состоялось 29 сентября 1961 года в победном домашнем матче отборочного турнира на чемпионат мира 1962 против сборной Финляндии (5:1), в котором также отметился забитым голом.

## Достижения

### «Олимпик Лион»
- Чемпион Лиги 2ː 1953/54